# Виноградов, Иван Андреевич
Иван Андреевич Виноградов (3 февраля 1928 — 4 апреля 2017, Киев, Украина) — ветеран Киевского метрополитена, работал в нём с момента открытия предприятия в течение 47 лет — с 1960 по 2007 год. Первый машинист, открывший движение поездов Киевского метрополитена, Почётный гражданин города Киева (2012).

## Биография
После окончания техникума в Ленинграде в 1950 году приехал в Киев на стажировку в мотор-вагонном депо «Киев-Пассажирский», течение десяти лет работал машинистом электропоездов депо. В 1960 году он был направлен на курсы машинистов метрополитена в Московскую техническую школу. После её окончания получил удостоверение машиниста Киевского метрополитена первого класса № 1 от 22 августа 1960 года. Именно его назначили машинистом поездной бригады, которая вела первый поезд с пассажирами в день открытия Киевского метрополитена 6 ноября 1960 года.
Также именно он проводил обкатку первого поезда, когда в 1965 году открылся мост Метро.
Работая машинистом-инструктором, в 1967 году окончил Днепропетровский национальный университет железнодорожного транспорта.
С 1976 года работал в должности главного инженера электродепо «Дарница», с 1982 по 1986 год занимал должность начальника службы подвижного состава.
С 2007 года — на пенсии. После выхода на пенсию работал мастером производственного обучения.

## Награды и звания
- «Почетный железнодорожник».
- «Почетный работник метрополитена».
- «Заслуженный работник транспорта Украины» (02.11.2000)[1].
- Почётный гражданин города Киева (2012)[2].